# カタラン・タルゴ
カタラン・タルゴ（スペイン語: Catalán Talgo）は、かつてスペインやフランスなど各国を結んでいた国際列車の名称。軌間可変機構を有する車両によって運行され、登場時はヨーロッパの優等列車の種別であるTEEに位置付けられていた。

## 運行開始までの経緯
「カタラン・タルゴ」の前身となったのは、フランス国鉄（SNCF）がスイスのジュネーヴと、フランスの都市・セルベールおよび国境を挟んだ場所に位置するスペインの都市・ポルトボウを結ぶ「カタラン」という列車であった。1955年から営業運転を開始した、スペインのカタルーニャ州や同州の都市・バルセロナのカタルーニャ広場を由来とするこの列車は後年にTEE（Trans Europ Express）に編入され、1966年時点ではジュネーヴ→ポルトボウ、セルベール→ジュネーヴ間を結んでいた。だが、スペイン側（1,668 mm）とフランス・スイス側（1,435 mm）の間で軌間が異なるため、スペイン側の各都市へ向かうためにはポルトボウとバルセロナを結ぶ、スペイン国鉄（Renfe）が運営する気動車列車「TER」との乗り換えが必要であった。
この状況を打破するため、スペイン国鉄は1960年代後半以降、複数の軌間に対応した車両（軌間可変車両）を導入する事により、乗り換えなしでフランスなどヨーロッパ諸国へ乗り入れ可能な列車を運行する計画を進め、国際入札を経てスペインのタルゴ社が開発した機構（Rodadura Desplazable、RD）が採用された。そして、1967年以降実施された、フランスへの乗り入れを含めた試運転を経て、乗り換えなしでスペインと各国を結ぶ国際列車として営業運転を開始したのが「カタラン・タルゴ」である。

## 車両
- 客車 - 「カタラン・タルゴ」向けにタルゴ社が開発した、軌間可変機構を有する客車「タルゴIII RD」を使用。営業運転時の最高速度は160 km/hであったが、180 km/hでの走行が可能な性能を有していた[2][9][10]。
- 機関車 - TEE時代の運行開始当初、「カタラン・タルゴ」は全区間とも353形ディーゼル機関車（英語版、スペイン語版）が牽引した[注釈 1]。ただしこれらの機関車には軌間可変機構が搭載されておらず、スペイン側に2両が、フランス・スイス側に3両が配属され、フランス・スペイン国境間で機関車の付け替えが行われた。その後、1970年代初頭にフランス側の機関車がBB67400形ディーゼル機関車（英語版）に、スペイン側が276形電気機関車（英語版）に変更されたが、1975年に実施されたフランス・スイス側の経路変更により、ジュネーヴ - ナルボンヌ間の牽引機が電気機関車（BB9300形）に変更され、1980年代初頭には残りの区間も電気機関車の牽引となりBB7200形が運用に就いた。ただし、以降もヴァランス - グルノーブル - シャンベリ間は非電化のままだったため、この区間のみ1994年の運行区間縮小までディーゼル機関車が電気機関車ごと編成を牽引していた[11][12][13]。

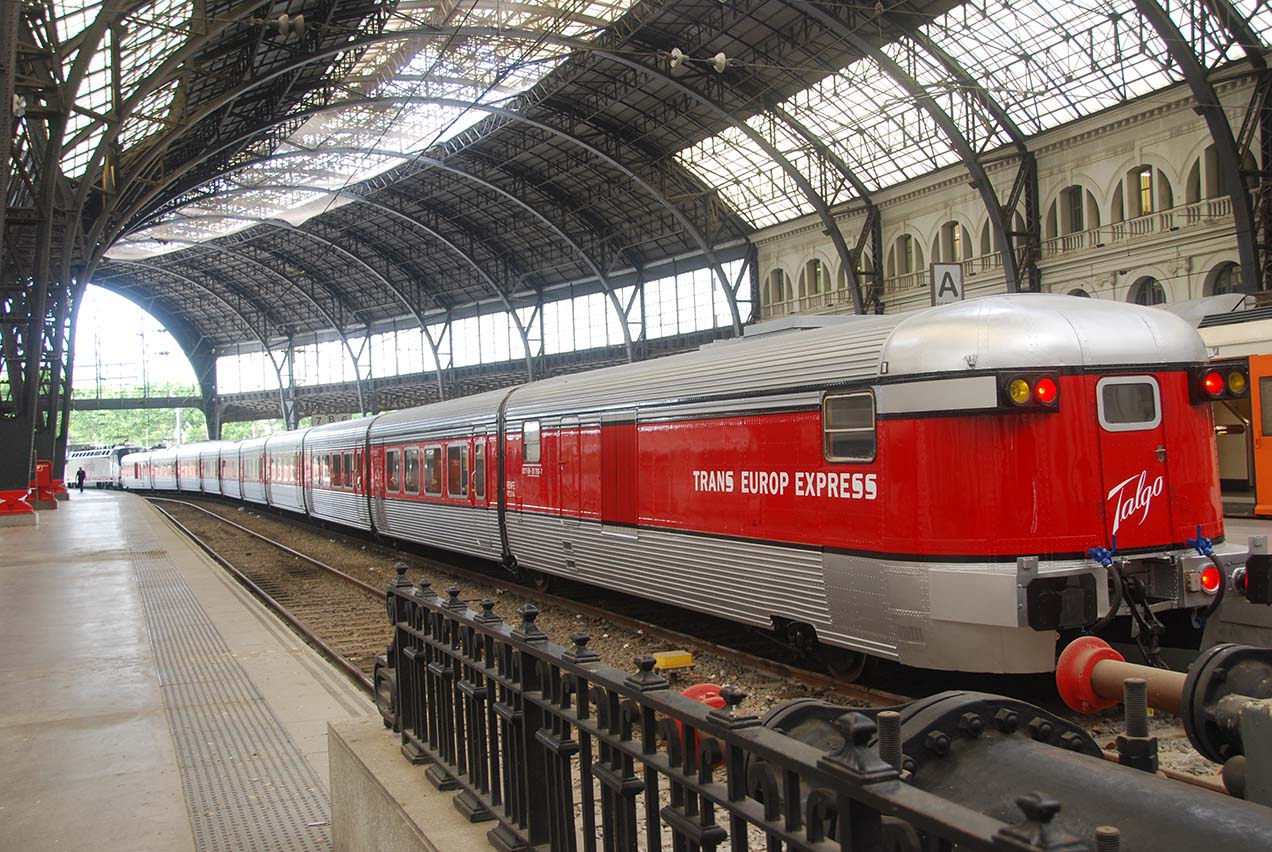
タルゴIII RD （1996年撮影）
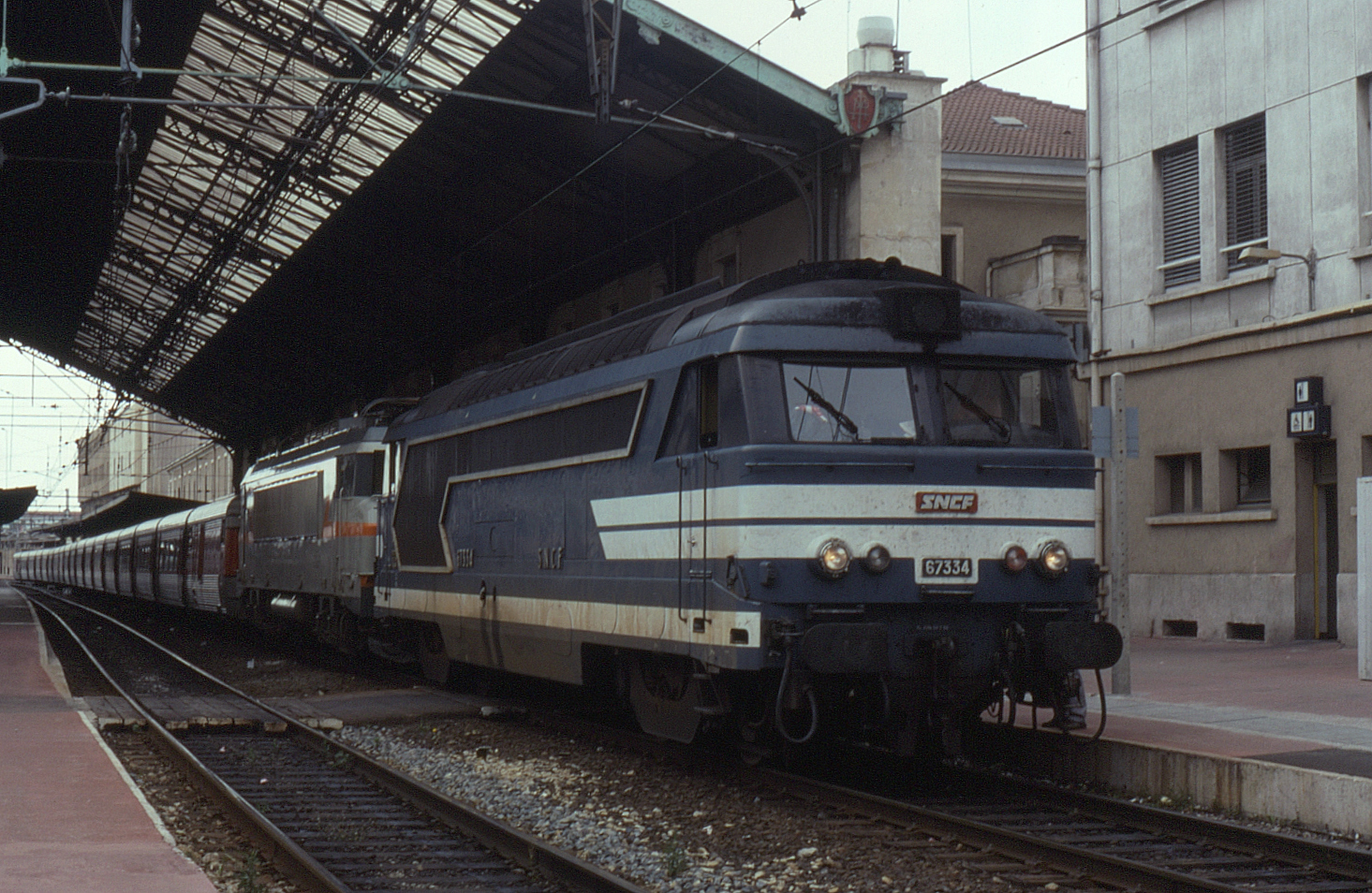
1970年代以降も残った非電化区間では電気機関車を含めた編成をディーゼル機関車が牽引した （1993年撮影）

## 運用
1969年6月1日から営業運転を開始して以降、「カタラン・タルゴ」はスペインと各国を結ぶTEEとして営業運転を続け、バルセロナのフランサ駅とジュネーヴのコルナヴァン駅の間、全長864 kmの区間を走行した。軌間の変更はポルトボウに建設された専用施設内で行われ、乗客は車内に乗ったまま国境を越える事が出来た。また、フランスの都市・アヴィニョンでイタリアのミラノ方面へ向かうTEE「リーグレ」と接続していた。1982年までの基本編成は16両編成（一等車13両、食堂車1両、カフェ車1両、電源・荷物車2両）であったが、冬季は一等車の両数が9両もしくは10両に減少した。

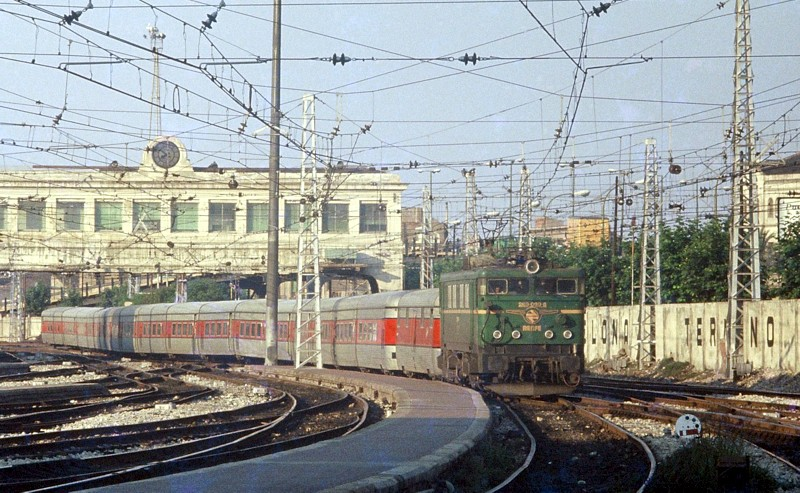
スペイン国内を走行するTEE時代の「カタラン・タルゴ」 牽引機はレンフェ269形電気機関車（英語版） （1981年撮影）

その後、1975年にジュネーヴ - アヴィニョン間の経由区間が変更された他、1982年5月23日に種別がインターシティに変更され、それに合わせて一部の一等車を格下げ改造する事で二等車の導入が実施された。更に1987年に実施されたダイヤ改正で再度種別がユーロシティに変わったが、引き続き「カタラン・タルゴ」はバルセロナとジュネーヴを結ぶ列車として運行を続けた。
だが、1994年9月25日のダイヤ改正でフランス - スイス間で高速列車のTGVの運行が始まった事により、ジュネーヴ - モンペリエ間の運行が廃止され、スイス国内への乗り入れが終了した。それ以降もスペインのバルセロナとフランスのモンペリエを結ぶ国際列車として運行を続けたが、フランス - スペイン間の高速鉄道であるLGVペルピニャン-フィゲラス線の開通に伴い、2010年12月18日をもって廃止され、使用車両のタルゴIII RDの営業運転も終了した。

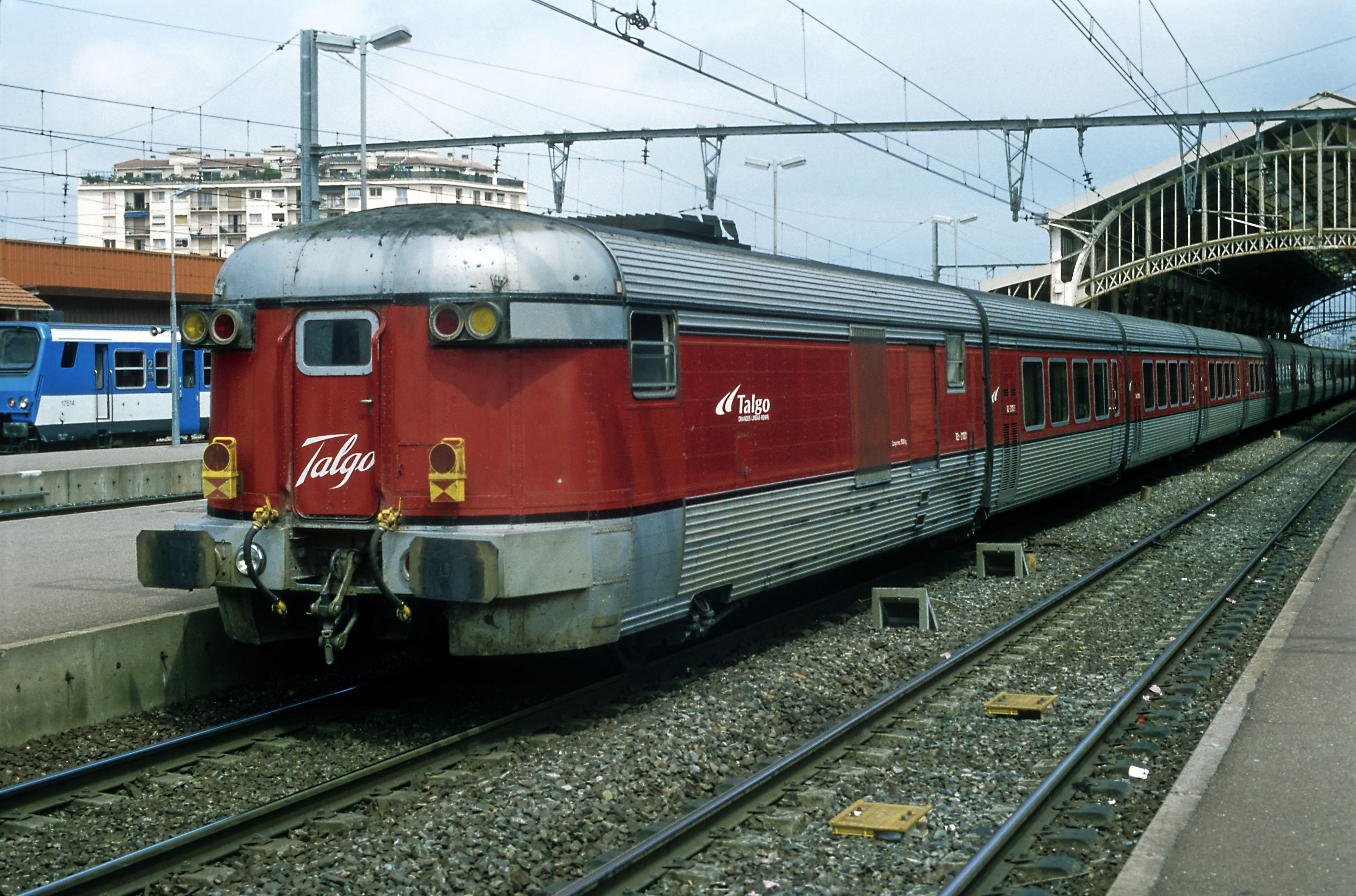
ユーロシティ時代の「カタラン・タルゴ」 （2003年撮影）
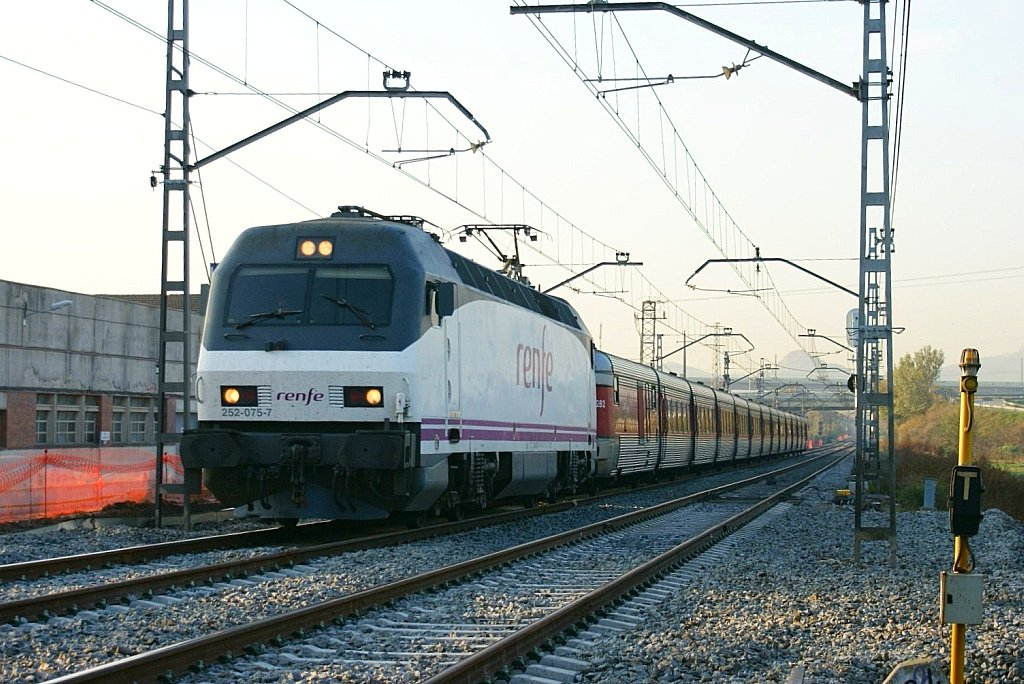
晩年の「カタラン・タルゴ」 牽引機はレンフェ252形電気機関車 （2009年撮影）

## 関連列車
- メディテラニア・タルゴ（Mediterrània Talgo） - 1995年の夏季に実施されたダイヤ改正で実施されたタルゴ列車の増発に合わせて運行を開始し、バレンシアとモンペリエの間を結んでいた。カタラン・タルゴと同様にタルゴIII RDが使用されたが、1999年のダイヤ改正で廃止された[1][16]。
- マレ・ノストルム（Mare Nostrum） - 1999年までスペインのカルタヘナとセルベールの間を結んでいたタルゴ列車で、1998年9月にカルタヘナ - モンペリエ間に営業区間が延伸された。カタラン・タルゴ廃止後も引き続き運行している[1][16]。